# João Carlos Hatoa Nunes
João Carlos Hatoa Nunes (Beira, 8 marzo 1968) è un arcivescovo cattolico mozambicano, dal 5 maggio 2023 arcivescovo metropolita di Maputo.

## Biografia

### Formazione e ministero sacerdotale
Terminati gli studi primari e secondari ha frequentato prima il seminario medio Cristo Rei di Maputo e poi il seminario filosofico interdiocesano Santo Agostinho di Matola e il seminario teologico interdiocesano San Pio X, conseguendo il baccellierato in teologia. È stato ordinato presbitero il 17 luglio 1995.

### Ministero episcopale
Il 25 maggio 2011 papa Benedetto XVI lo ha nominato vescovo ausiliare di Maputo, assegnandogli la sede titolare di Amudarsa. Ha ricevuto l'ordinazione episcopale il 10 luglio successivo presso la cattedrale di Maputo dall'arcivescovo metropolita di Maputo Francisco Chimoio, co-consacranti il vescovo di Inhambane Adriano Langa e il vescovo di Xai-Xai Lucio Andrice Muandula.
Dal 14 gennaio al 7 ottobre 2012, giorno della presa di possesso di Claudio Dalla Zuanna, è stato amministratore apostolico dell'arcidiocesi di Beira.
Il 9 maggio 2015 ha compiuto la visita ad limina.
All'interno della Conferenza Episcopale del Mozambico ha ricoperto il ruolo di segretario generale dal 10 novembre 2015 all'11 novembre 2018 mentre il 12 novembre 2021 ne è stato nominato vicepresidente.
Il 2 gennaio 2017 papa Francesco lo ha nominato vescovo di Chimoio.
Il 15 novembre 2022 papa Francesco lo ha nominato arcivescovo coadiutore di Maputo; il 15 gennaio 2023 ha preso possesso dell'ufficio mentre il 5 maggio seguente è succeduto a Francisco Chimoio, dimessosi per raggiunti limiti di età. Il 29 giugno 2023 ha ricevuto il pallio dal Santo Padre durante la cerimonia svoltasi in piazza san Pietro a Roma.

## Genealogia episcopale
La genealogia episcopale è:
- Cardinale Scipione Rebiba
- Cardinale Giulio Antonio Santori
- Cardinale Girolamo Bernerio, O.P.
- Arcivescovo Galeazzo Sanvitale
- Cardinale Ludovico Ludovisi
- Cardinale Luigi Caetani
- Cardinale Ulderico Carpegna
- Cardinale Paluzzo Paluzzi Altieri degli Albertoni
- Papa Benedetto XIII
- Papa Benedetto XIV
- Papa Clemente XIII
- Cardinale Bernardino Giraud
- Cardinale Alessandro Mattei
- Cardinale Pietro Francesco Galleffi
- Cardinale Giacomo Filippo Fransoni
- Cardinale Carlo Sacconi
- Cardinale Edward Henry Howard
- Cardinale Mariano Rampolla del Tindaro
- Cardinale Rafael Merry del Val
- Arcivescovo Duarte Leopoldo e Silva
- Arcivescovo Paulo de Tarso Campos
- Cardinale Agnelo Rossi
- Vescovo Januário Machaze Nhangumbe
- Arcivescovo Jaime Pedro Gonçalves
- Arcivescovo Francisco Chimoio, O.F.M.Cap.
- Arcivescovo João Carlos Hatoa Nunes